# Lizzie Schnakenburg Thyssen
Lizzie Gertrud Schnakenburg Thyssen (geb. Bregenfeldt; * 30. August 1925 in Gent; † 2005) war eine dänische Künstlerin und Keramikerin, die für ihre einzigartigen Werke vor allem aus der Mitte des 20. Jahrhunderts bekannt ist. Ihre Keramiken spiegeln eine Mischung aus klassischem dänischem Modernismus und experimentellen Formen wieder, oft mit von der Natur inspirierten Motiven wie Fischen, Wildtieren oder Motiven der skandinavischen Mythologie.

## Biografie
Lizzie Thyssen begann ihre künstlerische Karriere als Malerin und stellte sowohl unter ihrem Mädchennamen als auch unter ihrem ersten Ehenamen aus. Sie arbeitete überwiegend mit Öl- und Aquarellmalerei, bevorzugte jedoch später das Material Keramik, das sie für ihre Skulpturen und Reliefs verwendete. Dabei geht es ihr insbesondere um die menschliche Figur, die sie in summarischer Form, mit Ironie und barockem Humor darstellt. Manchmal fügt sie surreale Elemente hinzu. Anhand einer anekdotischen Handlung erscheinen die Charaktere als dem Untergang geweiht, isoliert und unfrei. Ein Teil von Thyssens Produktion besteht auch aus Papiercollagen und Skulpturen aus farbigem Papier mit Kupferanteil.
Von 1943 bis 1947 studierte sie unter Aksel Jørgensen und Vilhelm Lundstrøm an der Königlich Dänische Kunstakademie. Anschließend verbrachte sie 1948 einige Zeit in Paris.
Seit 1955 betrieb sie eine Keramikwerkstatt auf der Insel Seeland, welche später unter dem Namen „Thyssen Keramik Danmark“ bekannt wurde. Ihre Keramik wird bis heute international gehandelt.

## Privates
Thyssen wird 1925 als Tochter des Eisenbahners Jens Kaj Valdemar Bregenfeldt und seiner Frau Else Honoré Mortensen geboren.
In erster Ehe heiratete sie 1952 Louis Schnakenburg. Die Ehe wird jedoch bereits 1965 geschieden. Noch im selben Jahr, am 29. September 1965, heiratet sie in zweiter Ehe, den aus Kopenhagen stammenden Buchhändler Ole Kirchheiner Thyssen (* 26. Mai 1918 in Kopenhagen, Rigshospitalet; † 21. März 1988 in Sorø).

## Ausstellungen

### Einzelausstellungen
- 1960 – Henning Larsens Kunstgalerie in Kopenhagen
- 1977/1986 – Galerie "Huset i Asnæs" in Asnæs[8]
- 1981 – Gammel Strand Museum für Moderne Kunst in Kopenhagen[9]
- 1993/1997 – Galerie Brantebjerg in Nakke[10]

### Gemeinschaftsausstellungen
- 1964 – "Formes" Wanderausstellung in Frankreich
- 1966 – "Experimentel Keramik", Den Permanente, Kopenhagen
- 1970 – "Mini Kunst", Nikolaj Kunsthal[11], Kopenhagen
- 1977 – Pakhuset Nykøbing Sjælland[12]
- 1978 – "Mennesket i dag", Nikolaj Kunsthal, Kopenhagen
- 1978 –  "4. Kunsthåndverk",Gammel Strand Museum für Moderne Kunst, Kopenhagen
- 1979–1980 – Holbæk Kunstaustellung, Vipperød Hallen
- 1979 – "Kunst i hverdagen",Galerie KCH, Holbæk
- 1980 – "På gensyn", Skovhuset ved Søndersø, Værløse
- 1980 – "Pejling 80", Küstenmuseum Bangsbo[13]
- 1981 – "Amnesty III", Nikolaj Kunsthal, Kopenhagen
- 1982 – "Contemporary Crafts-Arts of Denmark, Sweden, Finland and Japan", Kanagawa Prefectural Gallery, Yokohama, Japan
- 1985 – "Nyere kunst fra Vestsjælland", Amtsgården, Sorø

## Werke (Auswahl)
- "Landskab ved Frederiksværk" (de.: "Landschaft bei Frederiksværk"), 1944
- "Pige i blå kjole" (de.: "Mädchen im blauen Kleid"), 1951
- Relief in der Sjællandsgade in Kopenhagen, 1963
- Relief in der Valhøjs Alle in Rødovre, 1964
- "Feminin form på cubus" (de.: "Weibliche Form auf einem Würfel"), 1972
- Sechs Skulpturen für die Zuckerfabrik Gørlev, 1978
- Relief für die dänischen Ingenieure "Rasmussen og Schiøtz", Birkerød, 1981
- Relief für die Gjellerup Sk., Brabrand, 1983
- "Torso" (Keramik), 1985
- 3 Relieffe für die Regnbuen, Ringsted, 1988

## Auszeichnungen & Stipendien
- 1963 – Lyngby-Tårbæk Kommune Kunstpreis